# Ophioderma ensifera
Ophioderma ensifera is een slangster uit de familie Ophiodermatidae.
De wetenschappelijke naam van de soort werd in 1984 gepubliceerd door Gordon Hendler & Miller.